# Hierodula heinrichi
Hierodula heinrichi es una especie de mantis de la familia Mantidae.

## Distribución geográfica
Se encuentra en Sulawesi.